# Villa Di Donato

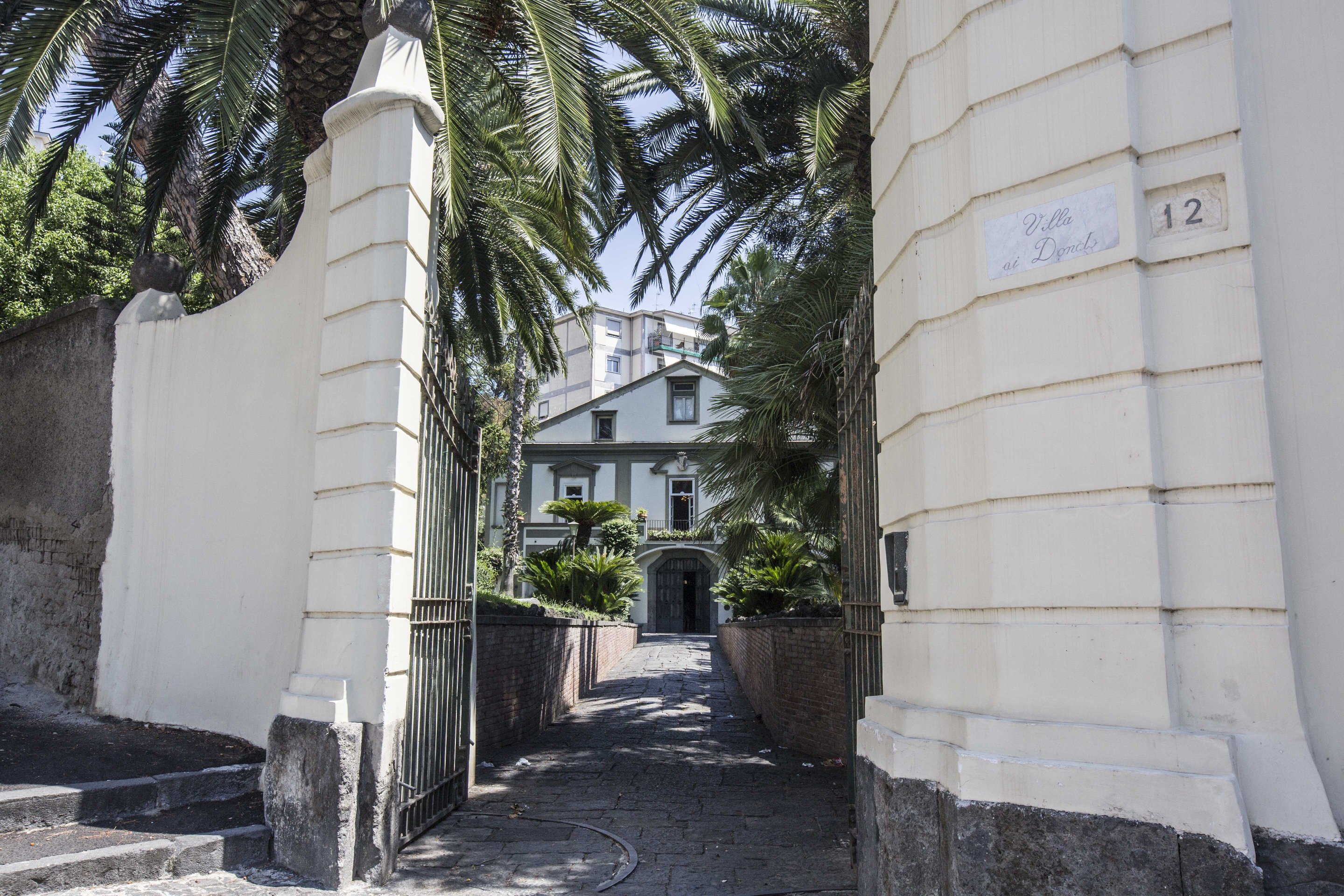
Villa Di Donato in Neapel: Eingang

Die Villa Di Donato ist ein Landhaus aus dem 18. Jahrhundert im Viertel San Carlo all’Arena von Neapel in der italienischen Region Kampanien. Es liegt in der Via Macedonia, 11.

## Geschichte und Beschreibung
Die Villa liegt gegenüber des Klosters Sant’Eframo Vecchio, unweit des Albergo dei Poveri und des botanischen Gartens von Neapel. Die Barone Di Donato di Casteldonato ließen sie in der zweiten Hälfte des 18. Jahrhunderts als Jagdschloss errichten. Im Jahre 1900 fiel sie durch Heirat von Giuseppe Mazzarotta, Markgraf von Caselle, und der Baroness Concetta di Donato an die Familie Mazzarotta. In ihrer Geschichte gab es in der Villa einige illustre Gäste, darunter auch Emile Zola. Nach einer grundlegenden Restaurierung im Auftrag der Nachkommen De Mennato finden in dem Landhaus kulturelle Veranstaltungen statt.
Das Landhaus zeigt sich in einer nüchternen Architektur des Klassizismus; man erreicht es über eine Auffahrt. Über den Hof neben der Remise für die Kutschen gelangt man zu einer zweizügigen Treppe, die zum ersten Obergeschoss führt; dort sind Fresken, auf denen Jagdszenen und Szenen aus dem ländlichen Leben abgebildet sind, intakt erhalten, ebenso wie die Einrichtung aus der Zeit des Baus. Um das Haus kann man eine gut gepflegten Garten mit Palmen, Araukarien und anderen alten Bäumen sehen.

## Bildergalerie

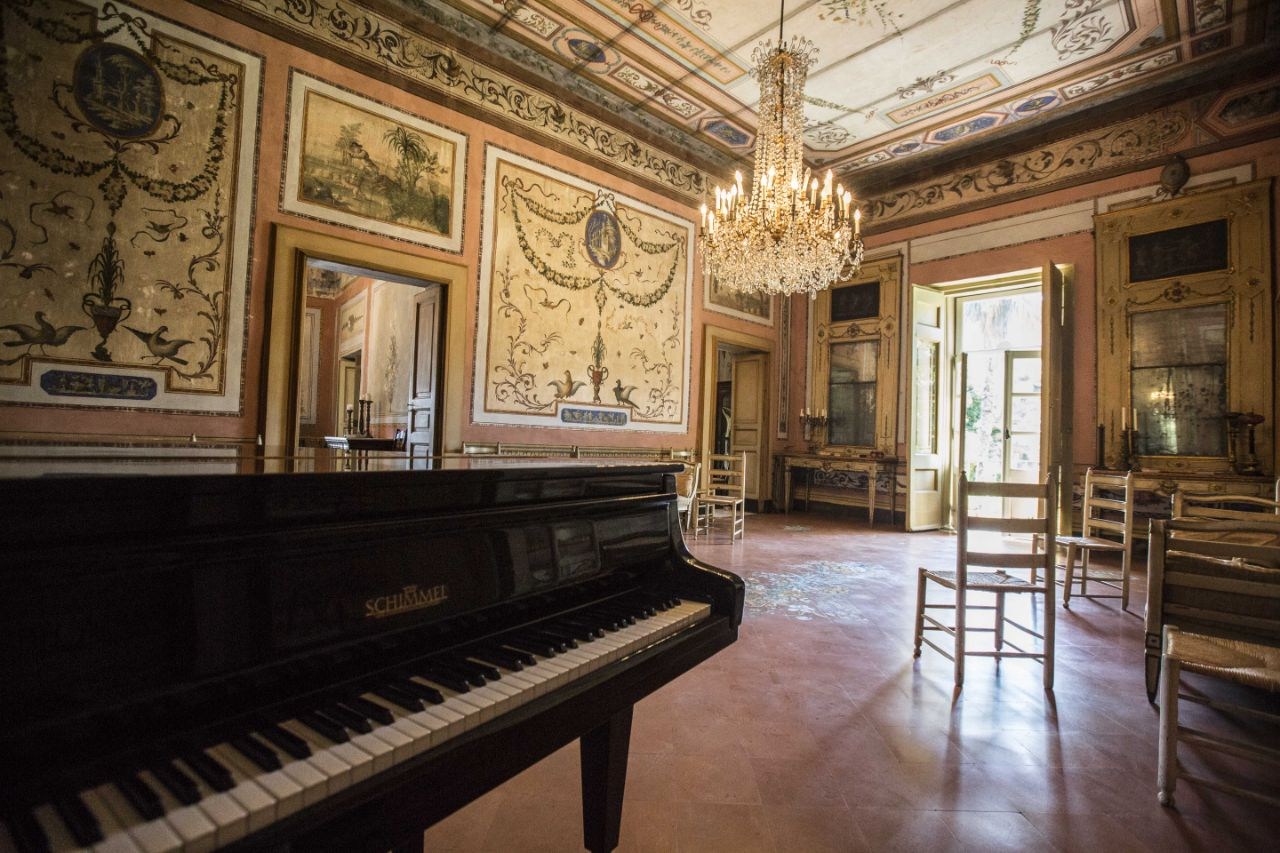
Hauptsaal im Piano nobile